# Смардзовице
Смардзови́це (пол. Smardzowice) — село в Польше в сельской гмине Скала Краковского повета Малопольского воеводства.

## География
Село располагается 4 км от административного центра сельской гмины города Скала и в 17 км от административного центра воеводства города Краков, с которым оно связано автобусным сообщением. До села ходит автобус № 267 от краковского района Кроводжа-Гурка; конечная остановка находится в центре села.

## История

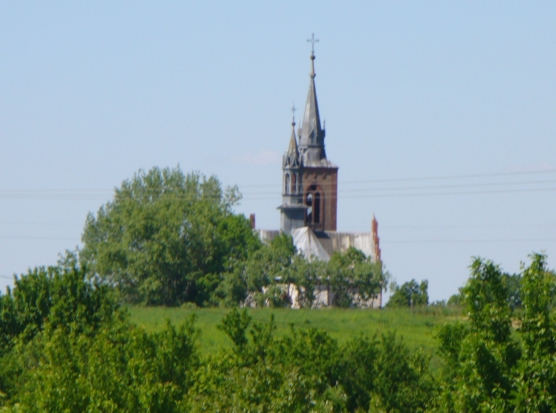
Церковь в селе Смардзовице. Вид от села Машице

В районе сегодняшнего села в средневековье находилось оборонительное сооружение, которое упоминается в исторических источниках как Крепость Висегрод, которая была построена князем Конрадом Мазовецким в 1231 году.
В 1975—1998 годах село входило в состав Краковского воеводства.

## Население
По состоянию на 2013 год в селе проживало 586 человека.
| Перепись  | Всего   | Всего | Женщины | Женщины | Мужчины | Мужчины |
| --------- | ------- | ----- | ------- | ------- | ------- | ------- |
| Единицы   | человек | %     | человек | %       | человек | %       |
| Население | 586     | 100   | 301     | 51,36   | 285     | 48,64   |